# Науково-дослідний інститут гірничої механіки імені М. М. Федорова
Науково-дослідний інститут гірничої механіки ім. М. М. Федорова («НДІГМ ім. М. М. Федорова») — державне відкрите акціонерне товариство (з 1977).
Засновано у 1934 році в місті Києві на базі кафедр теорії пружності і гірничої механіки у системі АН УРСР, а у 1951 році реорганізовано в Інститут гірничої справи АН УРСР.
Організатором та першим директором інституту був академік Михайло Федоров.
У 1956 році інститут переведено до міста Донецьк, у 1963 році реорганізовано в Інститут гірничої механіки і технічної кібернетики, а в 1977 р. — Всесоюзний науково-дослідним ін-т гірничої механіки.
У різні роки директорами ін-ту були: академіки Костянтин Татомир, К. С. Борисенко, В. І. Дворніков, Г. М. Нечушкін, П. С. Кучеров.
Сьогодні Інститут є головним в гірничодобувній галузі України, і найбільшим в країнах пострадянського простору, що спеціалізується в галузі дослідження, розробки та впровадження шахтних підйомних, вентиляційних, водовідливних, пневматичних та теплоенергетичних установок, систем їх експлуатації, технічного обслуговування, контролю і діагностики.
Інститут має 12 науково-дослідних лабораторій та експериментально-механічних майстерень.
Діапазон наукових та конструкторських робіт інституту широкий і включає в себе фундаментальні, пошукові і прикладні науково-дослідні роботи в галузі шахтних стаціонарних установок.
Основні напрями діяльності інституту: розробка наукових основ створення, експлуатації і ремонту шахтних, стаціонарних машин і комплексів, шахтного підйому, вентиляторних і водовідливних установок, підвищення надійності та довговічності шахтних стаціонарних установок і устаткування.
Інститутом розвинуті теорії:
- багатоканальних систем з дискретними та разподіленими масами;
- усталеності руху підйомних посудин у вертикальних провідниках з непостійною жорсткістю;
- теорія аеродинамічного розрахунку вентиляторів,
- теорія енергетичного аналізу пневматичних установок,
- теоретичні основи водовідливу глибоких шахт
- та інші.

За 65-років існування інститутом розроблено і впроваджено у виробництво більше 3 000 науково-дослідних робіт:
- великі вентилятори типу ВЦД, ВОД,
- шахтні двобарабанні підіймальні машини серій МПУ і МПБ,
- насоси типу ЦНС, НСШ,
- пересувні гвинтові компресори,
- новітня портативна система контролю параметрів підіймальних машин,
- оригінальні спрямовуючі пристрої котіння і ковзання для шахтних підйомів,
- нові об'ємно-планувальні схеми вентиляторних установок
- та інші обладнання для шахт.

В інституті працює близько 160 осіб, з них 2 д.т. н. і 26 к.т. н.
У Інституті підготовлена до друку і видана у 2008 р. Енциклопедія гірничої механіки — перше вітчизняне універсальне видання з історії виникнення, етапів розвитку і сучасного стану гірничої механіки.
Адреса: проспект Театральний, 7, м. Донецьк, Україна, 83055